# Championnat de Tchécoslovaquie de football 1935-1936
Navigation
Saison précédente Saison suivante
La saison 1935-1936 du Championnat de Tchécoslovaquie de football est la 12e édition du championnat de première division en Tchécoslovaquie. Les quatorze meilleurs clubs du pays se retrouvent au sein d'une poule unique, la First League, où les formations s'affrontent deux fois, à domicile et à l'extérieur. À l'issue du championnat, pour faire passer le championnat à 12 équipes, les quatre derniers du classement sont relégués et remplacés par les deux meilleurs club de II. Liga, la deuxième division tchécoslovaque.
C'est l'AC Sparta Prague qui termine en tête du classement du championnat, à égalité de points mais une meilleure moyenne de buts que le triple tenant du titre, le SK Slavia Prague et cinq points d'avance sur le SK Prostějov. C'est le 4e titre de champion de Tchécoslovaquie de l'histoire du club.

## Les clubs participants
| - SK Kladno - DSV Saaz Zatec - Promu de II. Liga - AFK Kolin - FC Viktoria Plzen - SK Zidenice - SK Plzen - SK Moravska Slavia Brno - Promu de II. Liga | - DFC Prague - FK Teplice - 1. CsSK Bratislava - Promu de II. Liga - SK Slavia Prague - AC Sparta Prague - SK Prostějov - SK Nachod - Promu de II. Liga |

## Compétition

### Classement
Le barème utilisé pour établir le classement est le suivant :
- Victoire : 2 points
- Match nul : 1 point
- Défaite : 0 point

| Rang | Équipe                      | Pts | J  | G  | N | P  | Bp  | Bc | Diff |
| ---- | --------------------------- | --- | -- | -- | - | -- | --- | -- | ---- |
| 1    | AC Sparta Prague            | 41  | 26 | 19 | 3 | 4  | 100 | 27 | +73  |
| 2    | SK Slavia Prague (T)        | 41  | 26 | 19 | 3 | 4  | 90  | 32 | +58  |
| 3    | SK Prostejov                | 36  | 26 | 16 | 4 | 6  | 66  | 41 | +25  |
| 4    | SK Zidenice                 | 32  | 26 | 13 | 6 | 7  | 65  | 42 | +23  |
| 5    | SK Plzen                    | 30  | 26 | 13 | 4 | 9  | 80  | 61 | +19  |
| 6    | SK Náchod (P)               | 25  | 26 | 11 | 3 | 12 | 60  | 67 | -7   |
| 7    | 1. CsSK Bratislava (P)      | 25  | 26 | 10 | 5 | 11 | 50  | 61 | -11  |
| 8    | FC Viktoria Plzen           | 24  | 26 | 9  | 6 | 11 | 52  | 54 | -2   |
| 9    | SK Kladno                   | 21  | 26 | 7  | 7 | 12 | 59  | 80 | -21  |
| 10   | SK Moravská Slavia Brno (P) | 21  | 26 | 7  | 7 | 12 | 42  | 60 | -18  |
| 11   | DFC Prague                  | 20  | 26 | 7  | 6 | 13 | 30  | 57 | -27  |
| 12   | FK Teplice                  | 18  | 26 | 7  | 4 | 15 | 49  | 65 | -16  |
| 13   | AFK Kolín                   | 16  | 26 | 4  | 8 | 14 | 44  | 82 | -38  |
| 14   | DSV Saaz Žatec (P)          | 14  | 26 | 5  | 4 | 17 | 34  | 92 | -58  |

|  | Qualification pour la Coupe Mitropa 1936             |
|  | Relégation en II. Liga                               |
|  | (T) Tenant du titre (P) : Promu de deuxième division |

## Bilan de la saison
| Championnat de Tchécoslovaquie de football 1935-1936 |                             |
| Champion                                             | AC Sparta Prague (4e titre) |
| Coupes et trophées                                   |                             |
| Vainqueur de la Coupe de Tchécoslovaquie 1935-1936   | Non disputée                |
| Qualifications continentales                         |                             |
| Coupe Mitropa 1936                                   | AC Sparta Prague            |
| Coupe Mitropa 1936                                   | SK Slavia Prague            |
| Coupe Mitropa 1936                                   | SK Prostejov                |
| Coupe Mitropa 1936                                   | SK Zidenice                 |
| Promotions et relégations                            |                             |
| Promus en I. Liga                                    | SK Rusj Uzhorod             |
| Promus en I. Liga                                    | FK Viktoria Zizkov          |
| Relégués en II. Liga                                 | DFC Prague                  |
| Relégués en II. Liga                                 | FK Teplice                  |
| Relégués en II. Liga                                 | AFK Kolin                   |
| Relégués en II. Liga                                 | DSV Saaz Žatec              |